# Junta Nacional de Granos
La Junta Nacional de Granos fue un organismo público de regulación del mercado de granos en la Argentina.
Fue creado en 1933 bajo la presidencia del gobierno conservador de Agustín P. Justo, con el nombre de Junta Reguladora de Granos, con la denominación y funciones de la Junta Reguladora de Granos, que compraba el trigo, el maíz y el lino que se le ofreciera a precios establecidos por el Gobierno para venderlos a los exportadores. Si las operaciones dieran lugar a quebrantos, se cubrirían con recursos del Fondo de Cambios del Banco de la Nación. El propósito consistía en que los agricultores tuvieran precios compensatorios sin finalidades estatistas y monopólicas.

## Transformación del gobierno de Perón
El organismo fue transformado en 1946, bajo la presidencia de Juan D. Perón, en el IAPI (Instituto Argentino de Promoción del Intercambio) y se lo habilitó para comprar y vender todos los bienes agrarios y también industriales. Se lo concibió como un organismo que pudiera actuar expeditivamente frente a las coyunturas internacionales que se presentaran para maximizar los beneficios de la compra, venta, distribución y comercialización de productos. Asimismo, desarrollaba funciones de promoción y fomento en tanto determinaba qué actividades productivas eran prioritarias y, en consecuencia, debían recibir un tratamiento especial como, por ejemplo, el otorgamiento de créditos. Por otra parte, también subsidiaba la producción de ciertos bienes de consumo masivo con el fin de mantener el nivel del salario real[cita requerida].
Fue luego reorganizado en 1963, bajo la presidencia de José María Guido, como Junta Nacional de Granos y entonces compraba granos en competencia con cooperativas, acopiadores y otras organizaciones privadas a condición de pagar precios mínimos. A partir de entonces, pasaron a tener gran relevancia los elevadores y silos de donde nacieron la Comisión Nacional de Granos y Elevadores y la Dirección Nacional de Granos y Elevadores. La Junta Nacional de Granos fue creciendo hasta transformarse en un organismo burocrático que llegó a tener 8000 agentes.

### Disolución
Fue disuelto en 1991 por el decreto N.º 2284/91, de desregulación de mercados, elaborado por el entonces ministro de Economía Domingo Cavallo bajo la presidencia de Carlos Menem. Al momento de la disolución había perdido gran parte de su relevancia y su actividad se reducía en forma casi total a la compra de trigo para los molinos, de girasol en la zona norte del país y operaciones de crédito a través de la Resolución 1825. En tanto, a partir de 1989 se deja libre el registro de exportación de trigo y los molinos pasaron a proveerse del cereal en el mercado, sin intervención estatal.